# Сегодня день рождения
«Сегодня день рождения» — советский мультипликационный фильм. созданным режиссёром Львом Мильчиным на студии «Союзмультфильм» в 1966 году.

## Сюжет
Два игрушечных друга — Слон и пёс Бобик приехали на поезде в город Игрушек. На следующий день они решили отпраздновать День рождения Бобика, и Слон отправился в магазин в поисках подарка.

## Создатели
| сценарий                   | Леонид Завальнюк |
| режиссёр                   | Лев Мильчин |
| художник                   | Николай Двигубский |
| композитор                 | Ян Френкель |
| оператор                   | Елена Петрова |
| звукооператор              | Борис Фильчиков |
| редактор                   | Аркадий Снесарев |
| монтажёр                   | Валентина Турубинер |
| художники-мультипликаторы: | Наталия Богомолова, Сергей Дёжкин, Эльвира Маслова, Мария Мотрук, Леонид Носырев, Валерий Угаров, Борис Чани, Ирина Троянова |
| ассистенты:                | Лидия Никитина, Николай Ерыкалов, Ольга Гвоздева                                                                             |
| роли озвучивали:           | Георгий Вицин — диспетчер на вокзале / Кот, Александр Граве — Слон, Клара Румянова — пёс Бобик / мышки / кукольная девушка   |
| директор картины           | Г. Кругликов |